# Carl Johan Wikman
Carl Johan Wikman (Wickman), född 22 maj 1725 (gamla stilen) i Torsångs prästgård, Dalarna, död 3 november 1796 i Stockholm, var en svensk medaljgravör och direktör.
Han var son till myntgravören Johan Wikman och Elisabet Sebenius och gift första gången 1752 med Helena Maria Avelin och andra gången från 1763 med Beata Ulrika Albrecht samt far till medaljgravören Johan Gabriel Wikman och sonson till Anders Jönsson Wikman. Han studerade fram till 1736 i Avesta skola och fortsatte därefter som elev vid gymnasiet i Västerås fram till 1742 innan han skrevs in som myntgravörlärling hos sin far och från 1743 i gravyrlära vid myntverket i Stockholm. Samtidigt studerade han teckning för Peter Wallrave och vid Ritareakademien i Stockholm. För att fördjupa sina kunskaper studerade han för Johann Carl Hedlinger 1744–1745 och för Daniel Fehrman 1745–1751. Han tjänstgjorde som myntgravör i Avesta med rätt att vistas i Stockholm 1751–1771. Efter att han 1754 genom ett skickligt detektivarbete avslöjade en sedelförfalskare i Sala gjorde han en rekognosceringsresa genom Västsverige 1755 för att avslöja fler förfalskare. Efter att han framlagt flera förslag om åtgärder för att förse sedeltrycket med bättre skydd mot förfalskningar i form av vattenmärken med bankens emblem och en tydligare utmärkning av vitstämplarna anställdes han vid banken 1755 och blev medaljör 1756. Han utsågs till direktör för stämpelverket 1762 men ett arvode om 1.000 daler silvermynt med tillägg av samma belopp för undervisning av efterträdande gravörer. Han blev ledamot av Konstakademien 1773 och utsågs samma år till professor som han dock avböjde. Han pensionerades från sina tjänster 1791 och fortsatte därefter med fri konstnärlig verksamhet och medverkade i Konstakademiens utställningar 1794–1795. Hans konstnärliga verksamhet sträcker sig från 1750 till 1770 och sedan han i mitten av 1750-talet fick en god ställning som bankens gravör var han inte tvungen att jobba för att få sina medaljbeställningar. Som direktör för bankens sedeltillverkning är Wikman upphovsman till en ståtlig grupp sedlar med den sittande Svea som infördes omkring 1760 på vitstämplarna.